# Флорида-Ридж (Флорида)
Флорида-Ридж (англ. Florida Ridge) — переписна місцевість (CDP) в США, в окрузі Індіан-Рівер штату Флорида. Населення — 21 302 особи (2020).

## Географія
Флорида-Ридж розташована за координатами 27°34′56″ пн. ш. 80°22′59″ зх. д. / 27.58222° пн. ш. 80.38306° зх. д. (27.582111, -80.383078).  За даними Бюро перепису населення США в 2010 році переписна місцевість мала площу 32,59 км², з яких 27,89 км² — суходіл та 4,70 км² — водойми.

## Демографія
Згідно з переписом 2010 року, у переписній місцевості мешкали 18 164 особи в 7473 домогосподарствах у складі 4926 родин. Густота населення становила 557 осіб/км².  Було 9509 помешкань (292/км²).
Расовий склад населення:
| - 77,8 % — білих - 15,6 % — чорних або афроамериканців - 1,2 % — азіатів - 0,3 % — корінних американців - 2,7 % — осіб інших рас |

До двох чи більше рас належало 2,2 %. Частка іспаномовних становила 10,6 % від усіх жителів.
За віковим діапазоном населення розподілялося таким чином: 22,5 % — особи молодші 18 років, 56,8 % — особи у віці 18—64 років, 20,7 % — особи у віці 65 років та старші. Медіана віку мешканця становила 42,4 року. На 100 осіб жіночої статі у переписній місцевості припадало 94,4 чоловіків;  на 100 жінок у віці від 18 років та старших — 91,4 чоловіків також старших 18 років.
Середній дохід на одне домашнє господарство  становив 56 710 доларів США (медіана — 42 686), а середній дохід на одну сім'ю — 69 695 доларів (медіана — 54 863). Медіана доходів становила 32 201 долар для чоловіків та 32 074 долари для жінок. За межею бідності перебувало 14,6 % осіб, у тому числі 24,0 % дітей у віці до 18 років та 7,4 % осіб у віці 65 років та старших.
Цивільне працевлаштоване населення становило 7467 осіб. Основні галузі зайнятості: освіта, охорона здоров'я та соціальна допомога — 19,6 %, роздрібна торгівля — 14,2 %, науковці, спеціалісти, менеджери — 12,7 %.